# Normas Internacionais de Medidas Fitossanitárias
As Normas Internacionais de Medidas Fitossanitárias foram instituídas pela Convenção Internacional de Proteção Fitossanitária (CIPF), vinculada à Organização das Nações Unidas para a Alimentação e a Agricultura. Existem várias normas já aprovadas pela Convenção, e a Norma Internacional de Medidas Fitossanitárias n°15 (NIMF 15) tem como objetivo evitar a propagação de pragas florestais quarentenárias entre os países. Assim, esta Norma determina que todas as embalagens de madeira (caixas, pallets, suportes etc) utilizadas no comércio internacional sejam devidamente esterilizadas para eliminar a presença de insetos ou outros agentes nocivos, utilizando um dos tratamentos autorizados pela NIMF 15.
Os tratamentos indicados são a fumigação com Brometo de Metila, representado mundialmente pela sigla MB; e o Tratamento Térmico, representado pela sigla HT. Também é autorizado o tratamento da madeira através de secagem em estufa (KD-HT), mas desde que cumpra os requisitos técnicos exigidos para o tratamento HT.

## Aplicação no Brasil
O Organismo Nacional de Proteção Fitossanitária (ONPF) do Brasil, responsável pela implementação da NIMF 15 no país, é o Departamento de Sanidade Vegetal (DSV) do Ministério da Agricultura, Pecuária e Abastecimento (MAPA). Para auxiliar o MAPA nesta implementação, as empresas profissionais de tratamento fitossanitário criaram a ABRAFIT (Associação Brasileira das Empresas de Tratamento Fitossanitário e Quarentenário), uma entidade de âmbito nacional, sem fins lucrativos, que congrega empresas especializadas em tratamento fitossanitário e quarentenário, registradas no Ministério da Agricultura e juridicamente habilitadas para a execução de tratamentos fitossanitários e quarentenários, em qualquer de suas modalidades.

## Descrição das Modalidades
Brometo de Metila (MB) - O gás é inserido no invólucro do tratamento (visto a seguir) e permanece agindo sobre a madeira e suas pragas por 24 horas. Após este tempo o container é invólucro é areado, processo no qual o gás é retirado e a carga liberada. A aplicação deste agrotóxico pode ocorrer através das seguintes formas (invólucros):
- Fumigação em Container(FEC): Aplicação do gás em containers, geralmente feita em final de trânsito (com embalagens mais o produto).
- Fumigação em Câmara de Lona (FCL): As embalagens são cobertas com uma lona de expurgo e o gás é aplicado por baixa desta lona.

Tratamento Térmico (HT) - Realizado em estufa de aquecimento, por um processo no qual o cerne da madeira deve atingir 56ºC e permanecer a esta temperatura durante, pelo menos, 30 minutos. Embora todos os tratamentos térmicos ocorram sobre a denominação HT, os processos podem variar um pouco, entre eles:
- HT em Estufa Container: Um módulo de aquecimento é instalado em um container marítimo padrão, juntamente com um sistema de controle de temperaturas e diversas alterações são feitas para este fim (adição de sistema de exaustão, isolamento térmico). Este é o processo mais comum no Brasil.
- HT em Estufa de Alvenaria: Por este modo, uma estrutura de alvenaria é construída para posterior adaptação do módulo de aquecimento, como ocorre no processo de Estufa em Container.
- HT Móvel em Caminhão - Como uma estufa de alvenaria ou container não pode se deslocar, diversos prestadores de serviços fitossanitários adaptam módulos de aquecimento em caminhões, tornando suas estufas itinerantes, eliminando a necessidade do cliente transportar as embalagens até uma estufa em container ou alvenaria fixa.
- HT Móvel PCP (Processo da Câmara Portátil) - Processo inteiramente desenvolvido no Brasil, através do qual as embalagens/pallets são cobertas com uma lona térmica de TEC 100 (Tecido Térmico Especial), e então conectadas a um módulo de aquecimento independente e reduzido. Um sistema de lastro independente é utilizado para prender a lona ao chão, vedando o sistema. Além da mesma mobilidade do HT Móvel em Caminhão, o PCP permite o tratamento de grandes volumes num único tratamento e elimina a necessidade de estufagem das embalagens, já que a câmara é posta sobre estas. Atualmente, o requerimento de patente deste processo pertence à empresa Fitolog Controle de Pragas.